# Bobby Finan
Robert Joseph Finan, plus connu sous le nom de Bobby Finan (né le 1er mars 1912 à Old Kilpatrick en Écosse, et mort le 25 juillet 1983) est un joueur de football international écossais qui évoluait au poste d'attaquant.

## Biographie

### Carrière en sélection
Bobby Finan reçoit une sélection en équipe d'Écosse, le 2 septembre 1939, contre l'Angleterre, alors que la Seconde Guerre mondiale vient de débuter.

## Palmarès
Blackpool
- Championnat d'Angleterre D2 :
  - Vice-champion : 1936-37.
  - Meilleur buteur : 1935-36 (34 buts).